# Orobanche kochii
Orobanche kochii är en snyltrotsväxtart som beskrevs av F. Schultz. Orobanche kochii ingår i släktet snyltrötter, och familjen snyltrotsväxter. Inga underarter finns listade i Catalogue of Life.